# Anthony Newley
Anthony Newley (24 de septiembre de 1931 – 14 de abril de 1999) fue un músico y actor británico.

## Inicios
Su nombre completo era Anthony George Newley, y nació en Hackney, un distrito londinense de clase trabajadora. Sus padres eran Frances Grace Newley, de origen judío, y George Kirby, un dependiente de mercaderías. Sus padres, que nunca se habían casado, se separaron siendo él un niño, debiendo ser educado por su madre y por su padrastro, Ronald Gardner. Newley fue evacuado en la Segunda Guerra Mundial durante el bombardeo de Londres por la Luftwaffe, el Blitz, siendo encargado de su tutoría George Pescud, un antiguo artista británico de music hall, que introdujo a Newley en el ambiente del espectáculo.
Aunque era reconocido como brillante por sus profesores, a Newley no le interesaban los estudios, y a los catorce años trabajaba como recadero de una aseguradora. En esa época leyó una nota en el Daily Telegraph según la cual se buscaban muchachos actores. El anunciante era la prestigiosa Italia Conti Academy of Theatre Arts, que tenía unas cuotas de matriculación muy elevadas para él. Sin embargo, tras una breve prueba le ofrecieron un trabajo como recadero por un sueldo modesto, pero con matrícula libre para estudiar en la escuela. Aceptó las condiciones, iniciando en ese momento su carrera artística. Una tarde, mientras servía el té, el productor Geoffrey de Barkus se fijó en él, eligiéndole para interpretar a "Dusty" en el serial infantil The Adventures of Dusty Bates. 

## Carrera
Su primer papel de importancia en el cine fue el de Dick Bultitude en la película de Peter Ustinov Vice Versa (1948), siguiendo el de Artful Dodger en el filme dirigido por David Lean Oliver Twist (1948). 
Salvo por la interrupción de un pequeño período en las fuerzas armadas, Newley hizo con éxito la transición de estrella infantil a actor adulto en el cine británico de la década de 1950 y, en los años sesenta ha destacado como cantante pop. En los años cincuenta actuó en muchos programas radiofónicos, y durante un tiempo actuó como Cyril en el espacio Floggits, protagonizado por los personajes humorísticos Gert y Daisy. Sin albergo, fue probablemente el filme Idol on Parade el que redirigió su carrera de manera definitiva, interpretando en el mismo a un cantante de rock llamado a cumplir el servicio militar.
Como músico, escribió baladas, muchas en colaboración con Leslie Bricusse, que se convirtieron en éxitos de la mano de Sammy Davis Jr., Shirley Bassey y Tony Bennett. En la década de 1960 consiguió sus mayores logros en los ambientes teatrales del West End londinense y del circuito de Broadway, además de en el cine de Hollywood y en las televisiones británica y estadounidense. En la década de 1970 siguió en activo, particularmente como artista en Las Vegas y en los centros turísticos de las Montañas Catskills, pero en esa época su carrera había iniciado su declive. Sin embargo, siguió trabajando para poder resurgir en los años ochenta y noventa. 

### Música y sátira
Newley tuvo una exitosa carrera como cantante de música pop, la cual inició en mayo de 1959 con la canción "I've Waited So Long", número 3 de las listas británicas gracias a formar parte de la banda sonora de "Idol On Parade". A esta canción le siguió con rapidez un número 6, "Personality" y dos números 1 en los primeros años sesenta: "Why" y "Do You Mind?". Como compositor, en 1963 ganó el Premio Grammy por canción del año por "What Kind of Fool Am I?", pero también fueron éxitos suyos "Gonna Build a Mountain", "Once in a Lifetime", "On a Wonderful Day Like Today", "The Joker", y Novelty Songs como "That Noise" y "The Oompa-Loompa Song", además de sus versiones de "Strawberry Fair" y "Pop Goes the Weasel". Newley también escribió éxitos para otros artistas, entre ellos "Goldfinger" (canción de la película de James Bond Goldfinger), y "Feeling Good", una canción interpretada, entre otros, por Nina Simone, el grupo de rock Muse, y Michael Bublé. Con Leslie Bricusse escribió el musical Stop the World - I Want to Get Off en el cual también actuó, ganando una nominación al Premio Tony. Este musical se adaptó al cine en 1966, aunque con poco éxito, no pudiendo actuar Newley en el filme por otros compromisos. Entre otras obras compuestas en colaboración con Bricusse figuran The Roar of the Greasepaint – The Smell of the Crowd (1965) y Un mundo de fantasía (1971).
En 1963 Newley grabó un disco de humor que fue un éxito, Fool Britannia!, resultado de las sátiras improvisadas sobre el escándalo político del Caso Profumo, con la actuación de Newley junto a Joan Collins, su esposa entonces, y Peter Sellers. 
Las contribuciones de Newley a la música navideña se vieron realzadas por su versión de "The Coventry Carol", que aparece en diversas antologías. También escribió y grabó una canción navideña de estilo novelty titulada "Santa Claus is Elvis". 
En sus últimos años como cantante, Newley grabó canciones de los musicales El violinista en el tejado y Scrooge. Su último éxito en los escenarios tuvo lugar en los años noventa con el segundo de ellos, representado en Londres y en otras ciudades, entre ellas Liverpool, Birmingham y Mánchester. En la época de su muerte se encontraba trabajando en un musical basado en la obra de Shakespeare Ricardo III.
En reconocimiento a sus dotes creativas y a su trabajo, en 1989 Newley fue elegido para formar parte del Salón de la Fama de los Compositores.

### Interpretación
En 1960 Newley actuó en una serie de corta vida de Associated Television en la cual también trabajaba Bernie Winters, The Strange World of Gurney Slade, y que hoy en día es considerada una serie de culto.
Newley también actuó como Matthew Mugg en Doctor Dolittle (El extravagante Doctor Dolittle) y actuó junto a Sandy Dennis en Sweet November. También presentó el especial televisivo "Lucy in London," con Lucille Ball. Otra de sus producciones fue Can Hieronymus Merkin Ever Forget Mercy Humppe and Find True Happiness?, dirigida por él y escrita en colaboración con Herman Raucher. Su último trabajo como actor tuvo lugar en la serie televisiva británica EastEnders, en lo que tenía que ser un papel regular, pero Newley hubo de abandonar el proyecto a los pocos meses, al empezar a fallar su salud.

## Vida personal
Newley estuvo casado con Ann Lynn entre 1956 y 1963, pero el matrimonio finalizó en divorcio. Tuvieron un hijo, Simon, muerto en su infancia a causa de una enfermedad congénita. Después se casó con la actriz Joan Collins, con la que estuvo unido desde 1963 a 1971. Tuvieron dos hijos, Tara Newley y Alexander Newley. Tara ha fungido como presentadora y cantante en Inglaterra, y Alexander, cariñosamente apodado Sacha, es un renombrado retratista afincado en Nueva York y representado en la Galería Nacional de Retratos (Washington) con cuatro pinturas suyas. La tercera esposa de Newley fue la azafata Dareth Rich, con la que tuvo dos hijos, Shelby y Christopher. 
Newley falleció el 14 de abril de 1999 en Jensen Beach, Florida, a causa de un cáncer renal. Tenía 67 años de edad. Fue enterrado en el Cementerio Forest Hills Memorial Park and Mausoleum de Palm City, Florida.

## Discografía

### Sencillos
- 1959 I've Waited So Long/ Sat'day Night Rock-A-Boogie (Decca F11127, n.º 3 en Reino Unido)
- 1959 Idol On Parade/ Idol Rock-A-Boogie (Decca F11137)
- 1959 Personality/ My Blue Angel (Decca F11142, n.º 6 en Reino Unido)
- 1959 Someone To Love/ It's All Over (Decca F11163)
- 1960 Why/ Anything You Wanna Do (Decca F11194, n.º 1 en Reino Unido)
- 1960 Do You Mind/ Girls Were Made To Love And Kiss (Decca F11220, n.º 1 en Reino Unido)
- 1960 If She Should Come To You/ Lifetime Of Happiness (Decca F11254, n.º 6 en Reino Unido)
- 1960 Strawberry Fair/ A Boy Without A Girl (Decca F11295, n.º 3 en Reino Unido)
- 1961 And The Heavens Cried/ Lonely Boy And Pretty Girl (Decca F11331, n.º 6 en Reino Unido)
- 1961 Pop Goes The Weasel/ Bee Bom (Decca F11362, n.º 12 en Reino Unido)
- 1961 What Kind of Fool Am I?/ Once In A Lifetime (Decca F11376, n.º 36 en Reino Unido)
- 1962 D-Darling/ I'll Walk Beside You (Decca F11419, n.º 25 en Reino Unido)
- 1962 That Noise/ The Little Golden Clown (Decca F11486, n.º 34 en Reino Unido)
- 1963 There's No Such Thing As Love/ She's Just Another Girl (Decca F11636)
- 1963 The Father Of Girls/ I Love Everything About You (Decca F11767)
- 1964 Tribute/ Lament To A Hero (Decca F11818)
- 1966 Why Can't You Try To Didgeridoo/ Is There A Way Back To Your Arms (RCA RCA1518; RCA 47-8785)
- 1966 Moogies Bloogies (grabado con Delia Derbyshire)
- 1967 Something In Your Smile/ I Think I Like You (RCA RCA1637)
- 1968 I'm All I Need/ When You Gotta Go (MCA MU1061)
- 1968 Sweet November (Warner Bros. Records 7174)

### EP
- 1959 "Idol On Parade" - I've Waited So Long/Idol Rock-a-boogie/Idol On Parade/Sat'day Night Rock-a-boogie (Decca DFE6566)
- 1960 "Tony's Hits" - Why/Anything You Wanna Do/Personality/My Blue Angel (Decca DFE6629, n.º 6 en Reino Unido)
- 1960 "More Hits From Tony" - If She Should Come To You/Girls Were Made To Love And Kiss/Do You Mind/Lifetime Of Happiness (Decca DFE6655)
- 1961 "This Time The Dream's On Me" - Gone With The Wind/This Time The Dream's On Me/It's The Talk Of The Town/What's The Good About Goodbye? (Decca DFE6687 )

### Álbumes

#### Álbumes de estudio
- 1955 "Cranks" (HMV CLP1082)
- 1960 "Love is a Now & Then Thing" (Decca LK4343; London LL3156)
- 1961 "Tony" (Decca LK4406; London PS244)
- 1964 "In My Solitude" (Decca LK4600, RCA Victor LSP2925 )
- 1965 "Who Can I Turn to?" (RCA Victor LSP3347 [Mono]; RCA Victor LSP3347 [Stereo])
- 1966 "Who Can I Turn to?" (RCA Victor 7737 [Mono]; RCA Victor 7737 [Stereo])
- 1966 "Newley Delivered" (Decca LK4654)
- 1966 "Newley Recorded" (RCA Victor RD7873; RCA Victor LSP3614)
- 1966 "The Genius of Anthony Newley" (London PS361)
- 1967 "Anthony Newley Sings Songs from Doctor Doolittle" (RCA Victor LSP3839)
- 1969 "The Romantic World of Anthony Newley" (Decca SPA45)
- 1970 "For You" (Bell Records 1101)
- 1971 "Pure Imagination" (MGM SE4781)
- 1972 "Ain't It Funny" (MGM/Verve MV5096)
- 1977 "The Singers and His Songs" (United Artists LA718-G)
- 1985 "Mr Personality" (Decca Tab 84)
- 1992 "Too Much Woman" (BBI (CD); GNP/Crescendo 2243)

#### Compilaciones
- 1962 This Is Tony Newley (London LL362)
- 1963 Peak Performances (London LL3283)
- 1969 The Best of Anthony Newley (RCA Victor LSP4163)
- 1990 Anthony Newley's Greatest Hits (Deram 820 694)
- 1990 Greatest Hits (Decca)
- 1995 The Best of Anthony Newley (GNP Crescendo)
- 1996 The Very Best of Anthony Newley (Carlton 30364 00122)
- 1997 The Very Best of Anthony Newley (Spectrum Music 552 090-2)
- 1997 Once in a Lifetime: The Collection (Razor & Tie RE 2145-2)
- 2000 A Wonderful Day Like Today (Camden)
- 2000 On a Wonderful Day Like Today: The Anthony Newley Collection (BMG 74321 752592)
- 2000 Decca Years 1959-1964 (Decca 466 918-2)
- 2001 Best of Anthony Newley (Decca)
- 2002 What Kind of Fool Am I? (Armoury)
- 2002 Remembering Anthony Newley: The Music, the Life, the Legend (Prism Leisure)
- 2003 Stop the World! (Blitz)
- 2004 Love Is a Now and Then Thing/In My Solitude (Vocalion)
- 2004 Pure Imagination/Ain't It Funny (Edsel)
- 2005 The Magic of Anthony Newley (Kala)
- 2006 Anthology (Universal/Spectrum)
- 2006 Anthony Newley Collection (Universal/Spectrum)
- 2006 Newley Delivered (Dutton Vocalion)
- 2007 Best of Anthony Newley (Sony)
- 2007 Best of Anthony Newley (Camden)
- 2010 Newley Discovered (Stage Door Records)

## Filmografía
- Dusty Bates (1947)
- Vice Versa (1948)
- Oliver Twist (1948)
- The Guinea Pig (1948)
- The Little Ballerina (1948)
- Vote for Huggett (1949)
- A Boy, a Girl and a Bike  (1949)
- Don't Ever Leave Me (1949)
- Highly Dangerous (1950)
- Those People Next Door (1952)
- Top of the Form (1953)
- The Blue Peter (1954)
- Up to His Neck (1954)
- Above Us the Waves (1955)
- The Cockleshell Heroes (El infierno de los héroes) (1955)
- Port Afrique (Puerto África) (1956)
- The Last Man to Hang? (1956)
- X the Unknown (1956)
- The Good Companions (1957)
- Fire Down Below (Fuego escondido) (1957)
- How to Murder a Rich Uncle (1957)
- High Flight (Ángeles de acero) (1957)
- The Man Inside (Conflicto íntimo) (1958)
- No Time to Die (1958)
- The Heart of a Man (1959)
- The Lady Is a Square (1959)
- Killers of Kilimanjaro (Los asesinos del Kilimanjaro) (1959)
- The Bandit of Zhobe (El bandido de Zhobe) (1959)
- Idle on Parade (1959)
- In the Nick (1960)
- Let's Get Married (1960)
- Jazz Boat (1960)
- The Small World of Sammy Lee (1963)
- Doctor Dolittle (El extravagante Doctor Dolittle) (1967)
- Sweet November (Dulce noviembre)
- Can Hieronymus Merkin Ever Forget Mercy Humppe and Find True Happiness? (1969)
- Summertree (1971), como director
- The Old Curiosity Shop (1975)
- It Seemed Like a Good Idea at the Time (1975)
- Alice in Wonderland (1985 film) (1985)
- The Garbage Pail Kids Movie (1987)
- Coins in the Fountain (1990)
- Boris and Natasha: The Movie (1992)

## Premios y distinciones
Premios Óscar
| Año  | Categoría                                      | Película               | Resultado |
| ---- | ---------------------------------------------- | ---------------------- | --------- |
| 1972 | Mejor orquestación: adaptación y coro original | Un mundo de fantasía ' | Nominado  |